# Підлипи (Люблінське воєводство)
Підлипи (пол. Podlipy) — частина села Дениска у Польщі, в Люблінському воєводстві Томашовського повіту, ґміни Ульгувек.